# Passage de la Jamaïque
Le passage de la Jamaïque ou canal de la Jamaïque est un détroit qui sépare les îles de la Jamaïque et d'Haïti(côté de la République d'Haïti). 

## Géographie
Le passage de la Jamaïque mesure 190 kilomètres de long et une cinquantaine de kilomètres de large. La profondeur de ce passage peut atteindre 1 200 mètres de fond.
À une cinquantaine de kilomètres des côtes occidentales de la péninsule de Tiburon située au sud-ouest d'Haïti, s'élève l'île de la Navasse revendiquée par la République d'Haïti et par les États-Unis qui placent cette île des Caraïbes dans les îles mineures éloignées des États-Unis.
Le passage de la Jamaïque communique au nord avec le passage du Vent qui sépare Cuba d'Haïti. Au sud-ouest le trafic maritime atteint le canal de Panama situé à un millier de kilomètres.